# Inhibitori nukleinskih kiselina
Inhibitori nukleinskih kiselina su vrste antibakterijskih sredstava koja funkcionišu putem inhibicije proizvodnje nukleinskih kiselina. 
Postoje dve glavne klase: DNK inhibitori i RNK inhibitori.
Antifungalni flucitozini funkcionišu na sličan način.

## DNA inhibitori
DNK inhibitori (kao što su kinoloni) dejstvuju na DNK girazu kao topoizomerazni inhibitori.
Postoji još jedna grupa DNK inhibitora, uključujući nitrofurantoin i metronidazol, koji imaju dejstvo na anaerobične bakterije. These act by generating metabolites that are incorporated into DNA strands, which then are more prone to breakage. Ovi lekovi su selektivno toksični za anaerobične organizme, ali mogu imati efekat i na ljudske ćelije. 

## RNK inhibitori
RNK inhibitori (kao što je rifampin), ispoljavaju uticaj na RNK-zavisnu RNK polimerazu.

## Antifolati (DNK, RNK, i protein)
Antifolati dejstvuju prvenstveno kao obostrani RNK i DNK inhibitori, i oni se često grupišu sa inhibitorima nukleinskih kiselina u udžbenicima. Međutim, oni isto tako dejstvuju indirektno kao inhibitori proteinske sinteze (zato što tetrahidrofolat isto tako učestvuje u sintezi amino kiselina serina i metionina), tako da se oni nekad razmatraju kao posebna kategorija, antimetabolita. Međutim, termin "antimetabolit", kad se doslovno koristi, se može odnositi na mnoge klase lekova.

## Spoljašnje veze
- Inhibitori nukleinskih kiselina
- Antibiotici - sinteza proteina i nukleinskih kiselina, I metabolizam